# Heinz Kiefer
Heinz Kiefer (* 8. September 1948) ist Präsident der European Confederation of Police (EuroCOP).
Nach seinem Eintritt in den gehobenen Polizeidienst in Bayern im Jahr 1967 trat er 1969 in die Gewerkschaft der Polizei (GdP) ein. Seit 1988 ist er als Beamter für den Personalrat in verschiedenen Ebenen tätig. Kiefer ist Polizeioberrat.
Kiefer war von 1994 bis 2010 Mitglied des Geschäftsführenden Bundesvorstandes der GdP. 
Nachdem Kiefer seit 2002 im Exekutivkomitee von EuroCOP ist, wurde er im Jahr 2003 zu dessen Präsident gewählt.